# プラマス郡 (カリフォルニア州)
プラマス郡（英: Plumas County）は、アメリカ合衆国カリフォルニア州のシエラネバダ山脈山嶺に位置する郡である。郡名は郡内を流れる川に対するスペイン語のRío de las Plumas（フェザー川）から採用された。人口は1万9790人（2020年）。郡庁所在地はクインシーである。郡内で唯一法人化された都市はポルトラであり、その他の町はクインシーを含め国勢調査指定地域（CDP）である。

## 歴史
スペイン人がこの地に入ってきた当初、サクラメント川の支流の一つをRío de las Plumas（フェザー川）と呼んだ。フェザー川の数多い支流の全てがその水源を郡内の山岳部に持っているので、郡を創設するときの法案で郡名を「プラマス」とした。
2021年7月、プラズマ郡一帯で大規模な山火事「ディキシー・ファイア」が発生。隣接する郡も含め3ヶ月以上も燃え続けた。火事は8月3日、かつてゴールドラッシュで栄えた歴史ある町、グリーンビルに及び集落はほぼ焼失した。

## 地理
アメリカ合衆国国勢調査局に拠れば、郡域全面積は2,613平方マイル (6,769 km2)であり、このうち陸地は2,554平方マイル (6,614 km2)、水域は60平方マイル (155 km2)で水域率は2.29%である。
郡内には多くの湖や水流があり、釣り場として有名である。アウトドア活動が観光客を呼ぶ主要因になっている。ラッセン火山国立公園の小部分が郡内北西隅に掛かっている。

### 指定地域
- バタフライバレー植物地域
- エレファンツ遊技場
- ハッピーバレー
- リトル・ラストチャンス・キャニオン特別関心地域
- ノースバレー
- バレークリーク特別関心地域

### 水域

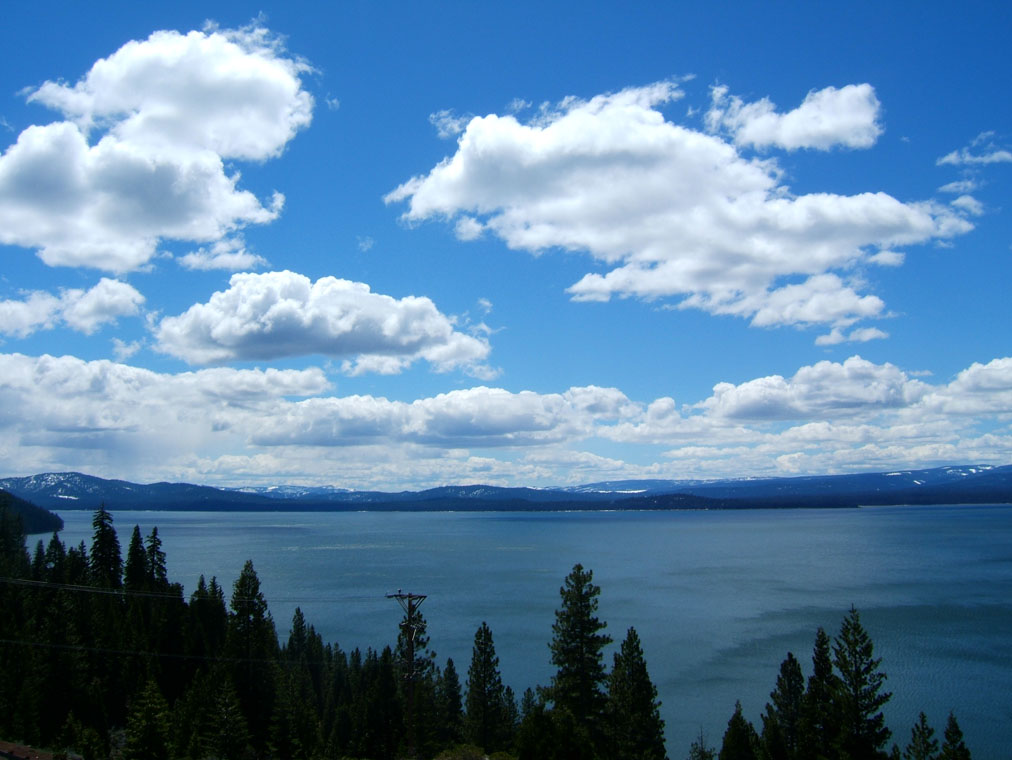
アルマナー湖

| - アンテロープ湖 - ベルデン取水庭 - バックス湖（貯水池） - バット湖 - ドイル貯水池 - ユーレカ湖 - ファグス・デブリス・ダム - ファグス貯水池 | - フレンチマン湖 - グリズリー取水庭 - グリズリー氷湖 - アルマナー湖 - デイビス湖 - リトルグラスバレー貯水池 - ローワーバックス湖 - オニオンバレー貯水池 | - ロッククリーク貯水池 - ラウンドバレー貯水池 - シルバー湖 - スレートクリーク貯水池 - スミス湖 - スリー湖群 - ウォーカーテイリングス貯水池 |

### 国立自然保護地域

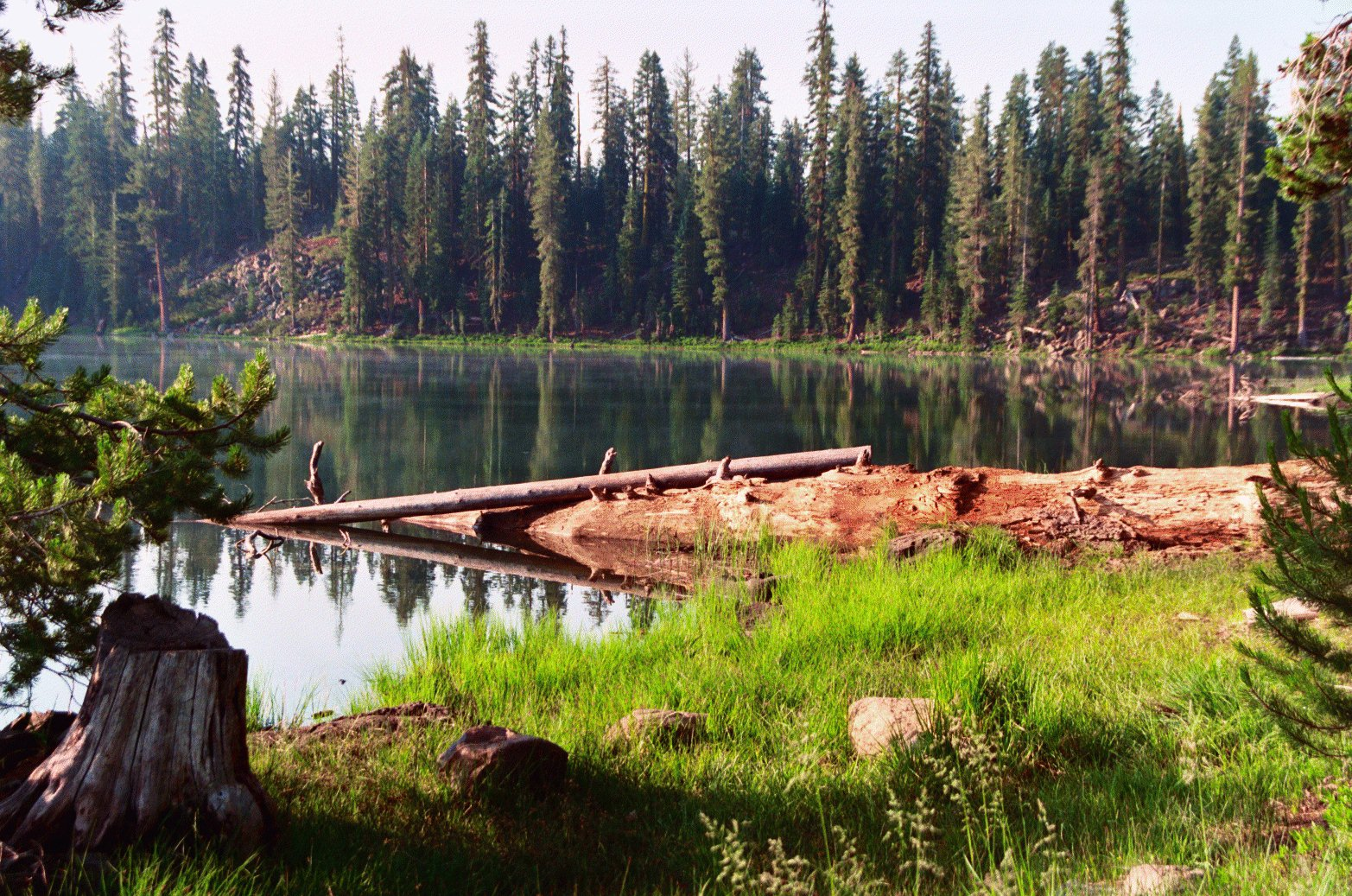
ラッセン国立の森

- ラッセン国立の森（部分）
- ラッセン火山国立公園（部分）
- プラマス国立の森（部分）
- タホ国立の森（部分）

### 隣接する郡
- シエラ郡 - 南
- ユバ郡 - 南西
- ビュート郡 - 西
- テハマ郡 - 北西
- シャスタ郡 - 北西
- ラッセン郡 - 北、東

## 都市と町
| - クインシー - ポルトラ - アルマナー - アメリカンハウス - ベックワース - ベルデン - ブレアズデン - バッケイ - バックスレイク - キャニオンダム - カリブー - カスケード - シェスター - チルクート・ビントン - クリオ - クレセントミルズ - C・ロード - クロムバーグ - デレカー - ドレイクスバッド - イーストクインシー - イーストショア | - エリザベスタウン - フェザーリバーパーク - ファイブポインツ - ゲイトプレース - ジェネシー - グライーグル - グリーンホーン - グリーンビル - ハミルトンブランチ - ヘイブン - ホットスプリングス - インディアンフォールズ - アイアンホース - ジョンズビル - ケディー - ラポルテ - レイクアルマナー・カントリークラブ - レイクアルマナー・ペニンシュラ - レイクアルマナー・ウェスト - レイクデイビス - リトルグラスバレー - ロングビル | - マサック - メドウバレー - モホークビスタ - パルメット - パクストン - プラマスユーレカ - プラットビル - プロスペクト - ロッククリーク - セネカ - スロート - スパニッシュランチ - スプリングガーデン - ストーリー - テイラーズビル - トビン - トウェイン - トゥーリバーズ - バレーランチ - ビントン - ホワイトホーク |

## 交通

### 主要高規格道路
- カリフォルニア州道36号線
- カリフォルニア州道49号線
- カリフォルニア州道70号線
- カリフォルニア州道89号線
- カリフォルニア州道284号線

### 公共交通
プラマス交通システムズがクインシー町内とチェスターおよびポルトラ向けのバス便を運行している。

### 空港
クインシー近くにあるガンスナー飛行場は一般用途空港である。チェスターに近いロジャーズ飛行場は市民用の役割に加え、カリフォルニア州森林局の空中消火のために兵站と調整のための施設であるチェスター空中アタック基地としても機能している。ここには固定翼機とヘリコプターが配備され、給油と消火剤の積み込みを行う他、通信施設、搭乗員や地上消防隊員の宿泊所を備えている。ポルトラの東、ベックワースにはネルビノ飛行場がある。

## 人口動態
以下は2000年国勢調査による人口統計データである。
| 基礎データ - 人口: 20,824人 - 世帯数: 9,000 世帯 - 家族数: 6,047 家族 - 人口密度: 3人/km2（8人/mi2） - 住居数: 13,386軒 - 住居密度: 2軒/km2（5/mi2） 人種別人口構成 - 白人: 91.78% - アフリカン・アメリカン: 0.62% - ネイティブ・アメリカン: 2.55% - アジア人: 0.53% - 太平洋諸島系: 0.10% - その他の人種: 1.81% - 混血: 2.61% - ヒスパニック・ラテン系: 5.65% - ドイツ系アメリカ人: 16.1% - イングランド系アメリカ人: 15.0% - アイルランド系アメリカ人: 10.1% - イタリア系アメリカ人: 8.0% 主たる言語による人口構成 - 英語: 95.4% - スペイン語: 3.6% | 年齢別人口構成 - 18歳未満: 22.7% - 18-24歳: 6.0% - 25-44歳: 22.6% - 45-64歳: 30.8% - 65歳以上: 17.9% - 年齢の中央値: 44歳 - 性比（女性100人あたり男性の人口） - 総人口: 99.8 - 18歳以上: 97.9 世帯と家族（対世帯数） - 18歳未満の子供がいる: 26.4% - 結婚・同居している夫婦: 55.4% - 未婚・離婚・死別女性が世帯主: 8.0% - 非家族世帯: 32.8% - 単身世帯: 27.5% - 65歳以上の老人1人暮らし: 10.1% - 平均構成人数 - 世帯: 2.29人 - 家族: 2.77人 収入と家計 - 収入の中央値 - 世帯: 36,351米ドル - 家族: 46,119米ドル - 性別 - 男性: 38,742米ドル - 女性: 25,734米ドル - 人口1人あたり収入: 19,391米ドル - 貧困線以下 - 対人口: 13.1% - 対家族数: 9.0% - 18歳未満: 16.7% - 65歳以上: 6.4% |

## 政治
プラマス郡はアメリカ合衆国大統領および連邦議会選挙で共和党の強い地盤であり、州内でも最も共和党を強く支持している。大統領選挙で民主党が多数を取ったのは1976年のジミー・カーターが最後だった。1992年の選挙でビル・クリントンが多数を獲ったが過半数までには至らなかった。
アメリカ合衆国下院議員の選挙では郡内の大半がカリフォルニア州第4選挙区の一部であり、カリフォルニア州議会下院議員の選挙では第3選挙区、カリフォルニア州議会上院議員の選挙では第1選挙区に入っており、2010年時点で全て共和党議員が努めているが、州上院議員のデイブ・コックスは2010年7月13日に死去し、空席である。
2008年の命題8に関する住民投票で郡内投票者の60.0%は法案に賛成した。これは同性同士の結婚を禁止するためのカリフォルニア州憲法修正案だった。

## メディア
地元ニュースの主要情報源は、1866年創立のフェザー出版会社が発行する新聞、「プラマス・ニューズ」である。毎週水曜日に4つのプラマス郡の新聞が発行されている。ただし、特定の休日は除く。

## カレッジと大学
- フェザー・リバー・カレッジ

## 文化
- フェザー・リバー・カレッジのアメリカンフットボールチーム、ゴールデンイーグルは北カリフォルニアではトップクラスのジュニアカレッジチームである。

- ポルトラには北アメリカでも最大級の鉄道博物館であるウェスタン・パシフィック鉄道博物館がある。郡内の観光地の一つになっている。

- チェスターにはコリンズパイン博物館がある。これは2007年に完成し、チェスター地域でコリンズパイン社（コリンズ社の1事業部門）が製材業をおこなった歴史について一般に教育することを目指している。